# امیرمهدی بدیع
امیرمهدی بدیع (۱۸ دی ۱۲۹۴–شهریور ۱۳۷۳ خورشیدی)، تاریخ‌شناس، نویسنده و پژوهشگر ایرانی است.
مهم‌ترین اثر او، کتاب یونانیان و بربرها در ۴ جلد است که به زبان فرانسوی نوشته شده و به برخی سخنان تاریخ‌نگاران یونانی، دربارهٔ ایران باستان می‌پردازد؛ ترجمه فارسی (۱۵ جلد) این کتاب سال ۱۳۸۴ برنده جایزه بهترین کتاب سال شده است.

## زندگی
امیر بدیع در ۱۸ دی ماه ۱۲۹۴ در همدان زاده شد. پس از درگذشت پدرش، که پزشکی با نام مهدی‌خان بدیع‌الحکما بود، به یاد پدرش نام «مهدی» را بر نام خود افزود و به نام «امیرمهدی بدیع» شناخته شد. دورهٔ تحصیل دبستان و دورهٔ اول دبیرستان را میان سال‌های ۱۳۰۱ تا ۱۳۱۱ش در مدرسهٔ آلیانس همدان گذراند. در همین سال رهسپار فرانسه شد و تا سال ۱۳۱۶ تحصیلات متوسطه را در پاریس تکمیل کرد. سپس در دانشگاه لوزان (سوئیس) به تحصیل در رشتهٔ ریاضیات و فیزیک پرداخت و آن گاه میان سال‌های ۱۳۱۹ تا ۱۳۲۰ در مدرسهٔ عالی رم (ایتالیا) سرگرم تحصیل زبان و ادبیات لاتین شد. از سال ۱۳۲۹ به مدرسهٔ عالی پلی‌تکنیک زوریخ (سوئیس) وارد شد و تا سال ۱۳۲۶ دورهٔ عالی ریاضیات و فلسفهٔ علوم را با دریافت درجهٔ دکتری در آن رشته گذراند. آن سال‌ها که هم‌زمان با جنگ جهانی دوم بود به دلیل نرسیدن هزینهٔ تحصیل و زندگی در اروپا به او سخت گذشت. امیرمهدی بدیع پس از پایان تحصیلات دانشگاهی، در کشور سوئیس اقامت گزید، و بعدها خلوت عارفانه‌ای را در دهکدهٔ ایتالیایی‌زبان «آسکونا» در شرق سوئیس برگزید. امیرمهدی بدیع در شهریور ۱۳۷۳ (سپتامبر ۱۹۹۴) در سوئیس درگذشت.
امیرمهدی بدیع کتاب‌هایی به زبان فرانسه نوشته است، از جمله: اندیشهٔ روش در علوم (سوئیس، ۱۹۵۳) در ۷ جلد؛ توهّم گسترش‌پذیری بی‌پایان حقیقت (سوئیس، ۶۰–۱۹۵۷) در ۲ جلد؛ و نیز هگل و مبادی اندیشهٔ معاصر او؛ آیین و گفتار زرتشت؛ و ۵ جلد کتاب یونانیان و بربرها.
امیرمهدی بدیع ، با آشنایی به زبان‌های باستانی یونانی و لاتین و زبان‌های امروزی فرانسوی، انگلیسی، آلمانی و ایتالیایی، به گفتهٔ خود، دست کم ده بار تاریخ هرودوت را کلمه به کلمه و سطر به سطر به زبان اصلی و ترجمهٔ اروپایی خوانده و مدت ۲۰ سال اندیشه دربارهٔ آنچه هرودوت دربارهٔ ایرانیان نوشته سپری کرده است. او افزون بر هرودوت تمام نویسندگان باستانی یونان و روم که نوشته‌هایشان به نحوی با موضوع مورد نظر مربوط می‌شده‌اند (مانند توسیدید، پلوتارک، دیودور سیسیلی، کتزیاس (از طریق فوتیوس)، گزنفون، آیسخولوس (آشیل)، افلاطون، پائوزانیاس، افوروس، استرابون، لوکیاس، لیکورگوس، ایسوکراتس، آریستوفان، کرنلیوس، تئپومپوس، یوستینوس، نیکولاس دمشقی، کرنلیوس تامسوس و…)، آثار نویسندگان عصر جدید آلمان، فرانسه، انگلیس، ایتالیا و آمریکا (گاستون ماسپرو، بوسوئه، ولتر، پُل کلوشه و…) را نیز بی‌رحمانه به نقد کشیده است.
آنچه از مجموع پژوهش‌های او می‌توان دریافت، آن است. که او اعتقاد دارد تاریخ‌های هرودوت در واقع افسانهٔ دروغ و غرض‌ورزانه‌ای است. که به‌منظور خدمت به تبلیغات آتن در عصر پریکلس برای خوشایند و روحیه‌بخشی به آتنی‌ها و کمک به ایشان در تسلط بر سایر دولت-شهرهای یونانی نوشته شده، ولی از شوربختی ایرانیان و به‌علت مقاصد گوناگون اروپاییان در هر دوره که با این هدف سازگار بوده (رومیان به‌علت رویارویی با سلسله‌های اشکانی و ساسانی، غرب مسیحی به‌علت رویارویی با اسلام و برای دامن زدن به جنگ‌های صلیبی، و سپس اروپاییان دو سدهٔ گذشته به‌علت مقاصد استعماری در شرق و به‌خصوص در خاورمیانه و ایران در ۳۰۰ سال گذشته) وقتی در سراسر قرن بیستم تمام کتاب‌های تاریخ غربیان چه مدرسه‌ای و چه دانشگاهی نه‌تنها سخنان هرودوت که ایرانیان به آن اعتراض دارند را پذیرفته و مورد استناد قرار دادند که مورد اعتراض ایرانیان قرار دارد.

## دربارهٔ یونانیان و بربرها[۲]
بدیع که برای پژوهش‌های خود طبعاً هیچ منبعی غیر از خود تاریخ در اختیار ندارد، از تناقض‌گویی‌ها و افسانه‌پردازی‌های بی‌پایهٔ هرودوت برای رد نوشته‌های او بهره می‌گیرد. شش کتاب اول تاریخ نمایشنامه‌ای از پیش پرداخته شده و مقدمه‌ای هستند. برای سه کتاب آخر که به نبردهای پلاته و سالامیس و چند نبرد خیالی یا بی‌اهمیت اختصاص دارند که اوج دروغ‌پردازی‌ها و صحنه‌سازی‌های اوست و آن گاه نمایشنامه با ماجرای عشق خشایارشا به عروس و برادرزادهٔ خود به پایان می‌رسد که ملیگرایان افراطی می‌گویند این حقایق اهانت بزرگی است به شاه ایران و همهٔ ایرانیان و نشان می‌دهد که جناب هرودوت از رویدادها و گفتگوهای درون اتاق خواب خشایارشا نیز خبر داشته، همان گونه که در جاهای دیگر از آنچه در ذهن کورش و داریوش و کمبوجیه و خشایارشا می‌گذشته نیز باخبر بوده است.
بر اساس مستنداتی، امیرمهدی بدیع ادعا می‌کند که یکی از بزرگ‌ترین تاریخ‌نویس عصر هرودوت یعنی توسیدید اصلاً او را به عنوان مورخ قبول ندارد، ارسطو او را افسانه‌پرداز می‌نامد و پلوتارک کتابی به نام «دربارهٔ بدنهادی هرودوت» می‌نویسد تا ثابت کند که هرودوت دربارهٔ تمام شهرهای دیگر یونانی که مخالف آتن بوده‌اند (از جمله ایالت بئوسی به مرکزیت تِبِس (تب) که زادگاه پلوتارک بوده است) آشکارا و عمداً دروغ گفته است، گرچه جابه‌جا می‌افزاید که به مسئلهٔ «بربرها» (یعنی ایرانیان) کاری ندارد و در مورد ایرانیان، خود همان یاوه‌های هرودوت را تکرار می‌کند.
به‌علاوه اینکه دموکراسی (مردم‌سالاری) ادعایی آتن به‌راستی چیزی جز «دمون‌کراسی» (دیوسالاری) نبوده زیرا آتنیان انگشت‌شمارِ مسلط بر تمام بقیهٔ ساکنان شهر، اصولاً بردگان را «مردم» و «آدم» نمی‌دانسته‌اند که برای آنان آزادی قایل باشند (چنان‌که ارسطو برده را «ابزار جاندار» می‌دانست) و از حدود ۴۵۰ هزار نفر جمعیت آتن در عصر طلایی پریکلس، ۴۰۰ هزار نفر برده بوده‌اند و بقیه را نیز زنان و کودکان غیرشهروند تشکیل می‌داده‌اند، که حق رأی نداشتند و فقط حدود ۵ هزار تن، یعنی اشراف و برده‌داران و ثروتمندان، از حق رأی برخوردار بودند. می‌آموزیم که آتن آن‌روزی چنان غرق در فساد و توطئه «آزادان» علیه یکدیگر بود که همواره همهٔ دولت‌شهرهای دیگر خواهان صلح با ایران و حتی پیوستن به شاهنشاهی ایران بودند و بزرگ‌ترین سرداران و فرمانروایان آتنی و اسپارتی (حتی همان کسانی که فرماندهی نبردهای «سرنوشت‌ساز» سالامیس و پلاته را علیه ایران برعهده داشتند) یا به دربار ایران پناه می‌آوردند (از جمله پیسیستراتوس فرمانروای آتن و خاندان او، خاندان آلوئادهای هوادار ایران در ایالت تسالی، دماراتوس پادشاه اسپارت، تمیستوکلس فرمانروا و دریاسالار آتن در نبرد سالامیس) یا به جرم ایران‌دوستی اعدام می‌شدند (پائوزانیاس فرماندهِ اسپارتی یونانیان در نبرد پلاته)؛ و فیلسوفان و اندیشمندان بزرگ آن به جرم حقیقت‌گویی اعدام می‌شدند (سقراط) یا در حسرت نظام‌های پادشاهی ایران و اسپارت می‌سوختند تا از شرّ دموکراسی خودخواندهٔ آتن رهایی یابند (گزنفون و افلاطون بزرگ‌ترین شاگردان سقراط) و افلاطون چنان به ستوه می‌آید و از «دموکراسی» پوشالی و فریبکار آتنی بیزار می‌شود که رؤیای یک جامعهٔ آرمانی دیکتاتوری کمونیستی را در سر می‌پروراند.
به علاوه اینکه آن خشایارشایی که غربیان غرض‌ورزانه به او نسبت «بی‌حالی» و «تن‌پروری» می‌دهند، در همان سه سال نخست پادشاهی خود و قبل از لشکرکشی به یونان (که هرودوت ۳ کتاب پایانی از ۹ کتاب خود را به آن اختصاص می‌دهد) به آسانی شورش‌های پراهمیت مصر و بابل را سرکوب می‌کند (که هرودوت فقط دو سطر به اولی اشاره می‌کند و به دومی اصلاً اشاره نمی‌کند)، آن گاه با سپاهی حداکثر ۳۰۰ هزار نفری (که هرودوت یک بار تعداد آن را ۱٬۷۰۰٬۰۰۰ نفر (ص ۳۷۵ ترجمهٔ فارسی)، یک بار ۳ میلیون (ص ۴۱۴ همان) و بالاخره یک بار همراه با خدمه و گماشتگان ۷ میلیون نفر ذکر می‌کند) بدون هیچ‌گونه مقاومتی مسیر میان شوش تا ترموپیل (در نزدیکی آتن) را می‌پیماید که برای پرهیز از اجحاف به مردم محلی، از پیش در محل‌هایی معین برای سپاه، انبارهای آذوقه تدارک دیده شده، در مسیر او همهٔ دولت‌شهرهای یونان داوطلبانه به سپاه او می‌پیوندند، بر هلسپونت داردانل پل می‌زند، از کوه آتوس کانال می‌زند، مقاومت دلیرانهٔ لئونیداس، فرماندهِ اسپارتی را در تنگهٔ ترموپیل به آسانی و به یاری خیانت یک یونانی درهم می‌شکند و ظرف سه ماه به آتن می‌رسد و شهری خالی را که ساکنانش گریخته بودند تصرف می‌کند.
و اینکه نبردها و پیروزی‌های پوتالی و موکاله جز ابداعات ذهنی هرودوت و مبلغان آتنی نبوده‌اند. می‌آموزیم که این دو شکست برای ایران همچون نیش پشه‌ای بوده‌اند بر پوست پیل، زیرا در پایان، ایران هیچ‌یک از متصرفات سابق خود را از دست نمی‌دهد و هدف گوشمالی آتن به انتقام آتش زدن سارد را تحقق می‌بخشد، و در عوض آتن مدت حدود ۷۰ سال (از ۴۰۴ تا ۴۷۷) به بهانهٔ «اتحادیهٔ دلوس» به غارت و زورگویی و باج‌خواهی از سایر دولت‌شهرهای یونانی خارج از تصرف ایران می‌پردازد، که البته نیمی از این مدت (مدت ۲۷ سال از ۴۰۴ تا ۴۳۱) به جنگ خونین با اسپارت (جنگ‌های پلوپونز) می‌گذرد که در پایان به شکست و ویرانی آتن و فرسایش قوای همهٔ یونانیان و آمادگی ایشان برای انقیاد به دست فیلیپ و اسکندر مقدونی می‌انجامد. می‌آموزیم که حتی اگر هرودوت افسانه‌پرداز آیسخولوس (آشیل) نمایشنامه‌نویس و ایزوکراتس خطیب و پلوتارک و دیگران به هر دلیل تا حدی حق داشتند به علت یونانی بودن علیه ایران دروغ ببافند و تبلیغ کنند، اگر باز اروپاییان سده‌های ۱۷ و ۱۸ که یا برای دموکراسی مبارزه می‌کردند (ولتر) یا «برای استفادهٔ شخصی ولیعهد» تاریخ می‌نوشتند (بوسوئه) تا حدی حق داشتند از «دموکراسی خیالی» آتن الگویی آرمانی برای مصرف داخلی خودشان بتراشند و مانند ولتر مدعی شوند «اگر خشایارشا در سالامیس شکست نمی‌خورد شاید اکنون همگی ما بربر بودیم» (ص ۳۶۵ کتاب دوم)، اما آن به‌اصطلاح مورخان سده‌های نوزدهم و بیستم میلادی حق ندارند غرض‌ورزانه همان یاوه‌ها و دروغ‌های هرودوت و حتی نمایشنامهٔ حماسی آیسخولوس [!] را به‌عنوان علم و تاریخ واقعی به خورد خوانندگان خود بدهند.
بدیع در دو صفحهٔ پایانی جلد چهارم می‌نویسد:
«امروز نیز باز روح خشایارشا می‌تواند هنوز دلواپس باشد، زیرا اضطرابی که از ۲۵ قرن پیش آغاز شده بود هنوز ادامه دارد. تا هنگامی که آتن و اسپارت بر سر رهبری یونان با هم کشمکش داشتند، آتنی‌ها به دستاوردهای ادعایی خود می‌بالیدند و از حماقت و بزدلی ادعایی که به دشمنان خویش، به ایرانیان و یونانیان، نسبت می‌دادند استفاده می‌کردند تا مدعی شوند که چون آزادی را نجات داده‌اند پس برتری حق آنان است. و روزی هم که آتنی‌ها با تسلط بر دریا بر بخش اعظم یونان دست انداختند و چیره شدند با وقاحت تمام همان حقوق ادعایی همان دستاوردهای آزادی‌خواهانه پیشین را دستاویز قرار دادند تا شهرهای دیگر یونان را از هرگونه آزادی محروم کنند.

روزی که اسپارتیان امپراتوری آنان را تصرف کردند باز آتنی‌ها به همان دستاوردهای پیشین خود دربارهٔ خدمت به آزادی هلن متوسل شدند تا در مورد بیدادی که گویا بر آنان رفته بود زبان به شکوه بگشایند. روزی هم که اسکندر مقدونی برای فتح بابل و اکباتان و شوش نیاز به تحریک یونانیان داشت تا لقب «شاه بزرگ» بر خود بگذارد و اسپارت و آتن و بقیهٔ یونان را نیز به زیر یوغ خود کشد، باز همان بوق تبلیغاتی آتن علیه ایرانیان را بر دهان گذاشت تا آنان را به دنبال خود بکشاند و هنگامی هم که یونان یکی از ایالات امپراتوری روم شد و از یونان، سالامیس و از عظمت آتن جز خاطره‌ای باقی نمانده بود، و رومیان پس از تاراج آتن و کورینت و دلف و بقیهٔ یونان و به غارت بردن همهٔ ثروت‌های آن، یونانیان را «انگل» می‌نامیدند، خود را وارث مشروع هلن‌ها اعلام کردند و بنابراین همچنان افسانه‌های تبلیغات کهنهٔ آتنی جان گرفتند و گُل کردند و این جان گرفتن به این دلیل بود که فاتحان جدید به این افسانه‌ها به عنوان دستاویزی برای چپاول آسیا نیاز داشتند، و حتی مغلوبان نیز در این افسانه‌ها تسلایی برای بدبختی‌های خود می‌یافتند. از آن پس با آن که بارها جای غالبان و مغلوبان عوض شده است، اما همان بهانهٔ قدیمی هنوز زنده است و مورد بهره‌برداری قرار می‌گیرد. راست آن است که این بهانه یک آرزوی آرمانی بود و بعضی آرزوها و آرمان‌ها جان‌سخت هستند.»

## فهرست آثار[۴]
- اندیشهٔ روش در علوم (سوئیس، ۱۹۵۳)
- توهّم گسترش‌پذیری بی‌پایان حقیقت (دو جلد، سوئیس، ۱۹۵۷–۱۹۶۰)
- جهان و سخن زرتشت (سوئیس، ۱۹۶۱)
- دیوان امیر شاهی سبزواری، با مقدمهٔ امیرمهدی بدیع (سوئیس، ۱۹۶۲)
- یونانیان و بربرها (سوئیس، ۱۹۶۳-)

ترجمهٔ مجموعهٔ ۱۵جلدی «یونانیان و بربرها» با عنوان فرعی «روی دیگر تاریخ» تألیف امیرمهدی بدیع و ترجمهٔ قاسم صنعوی، مرتضی ثاقب فر و عبدالمحمد روحبخشان برگزیدهٔ بخش تاریخ جایزه کتاب سال شد.
- شوش بر ضد آتن
- سکوت‌های علم
- هگل و مبادی اندیشهٔ معاصر (سوئیس، ۱۹۶۴)